# Ora (Aiello)
Ora è un singolo del cantante italiano Aiello, pubblicato il 3 marzo 2021.
Scritto dal cantante stesso, il brano è stato presentato al Festival di Sanremo 2021, segnando la prima partecipazione di Aiello alla kermesse musicale. Al termine della quinta serata, si è posizionato al 25º e penultimo posto della classifica generale.

## Descrizione
Definita dal cantante come una canzone «viscerale e vera», nata nel periodo del lockdown dovuto alla pandemia di COVID-19 in Italia, Ora è un brano pop che attinge dall'urban e arte di strada.

Aiello racconta il significato del brano:

## Accoglienza
Simone Zani di AllMusic Italia accoglie positivamente il brano, descrivendolo come «un ottimo esempio di cantautorato pop nel quale si possono notare anche suoni più street e urban. La voce è un importante elemento di continuità, dal fascino etereo».
La giornalista Carmen Guadalaxara per Il Tempo apprezza il timbro vocale del cantautore, di cui riconosce la freschezza della scrittura in un brano coinvolgente e contemporaneo». Francesco Prisco per Il Sole 24 Ore riscontra che la canzone apporti «una coltre di apparente novità, nascondendo tanta tradizione».

## Video musicale
Il videoclip del brano, diretto da Giulio Rosati, è stato pubblicato contestualmente all'uscita del singolo sul canale YouTube di Aiello.

## Tracce
Testi di Antonio Aiello, musiche di Iacopo Sinigaglia e Simone Benussi.
1. Ora – 3:00

## Classifiche

### Classifiche settimanali
| Classifica (2021) | Posizione massima |
| ----------------- | ----------------- |
| Italia            | 14                |

### Classifiche di fine anno
| Classifica (2021) | Posizione massima |
| ----------------- | ----------------- |
| Albania           | 9                 |